# Гі Роже Нзамба
Гі Роже Нзамба (фр. Guy Roger Nzamba, нар. 13 липня 1970, Порт-Жантіль) — габонський футболіст, що грав на позиції нападника, за низку африканських та європейських клубних команд, а також за національну збірну Габону, у складі якої — учасник двох Кубків африканських націй.

## Клубна кар'єра
У дорослому футболі дебютував 1985 року виступами за команду «Петроспорт» з рідного міста Порт-Жантіль. Згодом також грав за іншу місцеву команду — «Согару».
1991 року перебрався до Франції, уклавши контракт з «Осером». У структурі свого нового клубу грав насамперед за другу команду, провівши за головну лише одну гру за два роки.
Згодом протягом 1993–1995 років провів по сезону у французьких друголігових «Мюлузі» та «Анже», після чого повернувся до Африки, де 1995 року став володарем Кубка чемпіонів КАФ у складі південноафриканського «Орландо Пайретс».
1996 року транзитом через габонський клуб «105 Лібревіль» знову опинився в Європі, де провів сезон у команді четвертого італійського дивізіону «Трієстині». Згодом провів по сезону у складі шотландського «Сент-Джонстона» та англійського нижчолігового «Саутенд Юнайтед», після чого завершив ігрову кар'єру виступами за «Кортрейк» у другому і третьому бельгійських дивізіонах протягом 1999—2001 років.

## Виступи за збірну
1988 року дебютував в офіційних матчах у складі національної збірної Габону.
У складі збірної був учасником Кубка африканських націй 1994 року в Тунісі та Кубка африканських націй 1996 року в ПАР.
Загалом протягом кар'єри у національній команді, яка тривала 13 років, провів у її формі 35 матчів, забивши 17 голів.

## Титули і досягнення
- Володар Кубка чемпіонів КАФ (1):

«Орландо Пайретс»: 1995